# Église Notre-Dame-de-l'Assomption de Targovichté
L'église Notre-Dame-de-l'Assomption (en bulgare : Църква Свето Успение Богородично / Tsărkva Sveto Uspenie Bogorodično) est une église orthodoxe de l'Est à Tărgovište. C’est un des plus beaux exemples de la Renaissance bulgare dans l’architecture religieuse.

## Histoire

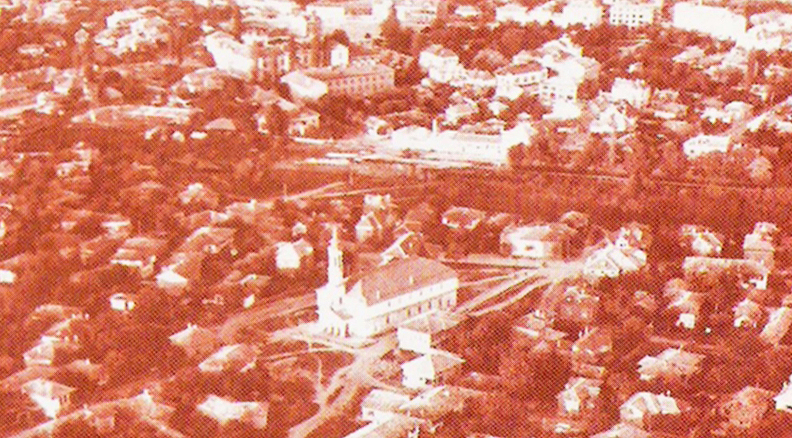
photographie de l'église vue du ciel (1930)

Le bâtiment est situé dans le quartier Varosha - la vieille ville de Tărgovište. L'église a été construite dans la période 1847-1851 par l’Usta Dimităr de l'Ecole de Trjavna. Initialement, le clocher est une structure en bois à côté du bâtiment. Le plan de l’église présente trois nefs de pseudo basilique. Elle est construite en pierre sur 510 m². En 1860, la décoration intérieure, y compris l’iconostase, a été refaite par des artistes de l'École de Trjavna. Au tout début du XXe siècle, l'actuelle clocher a été ajouté par Genčo Novakov, sur une idée de l’Italien Paul Forlani.

## Galerie

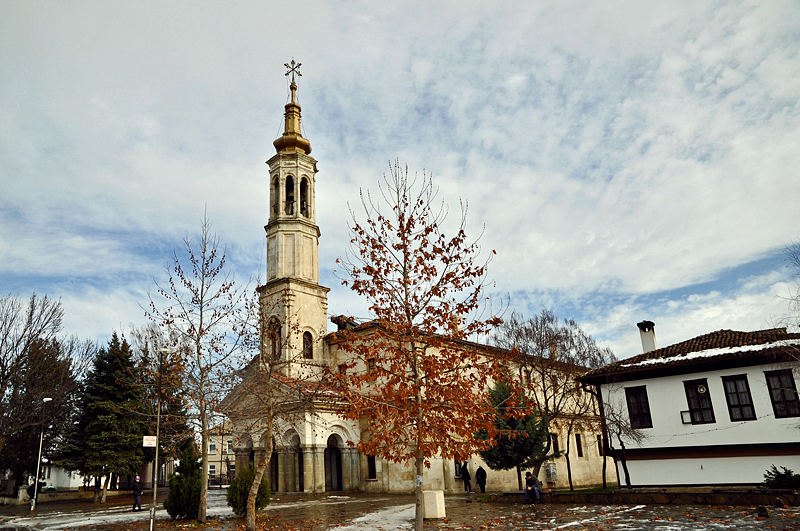
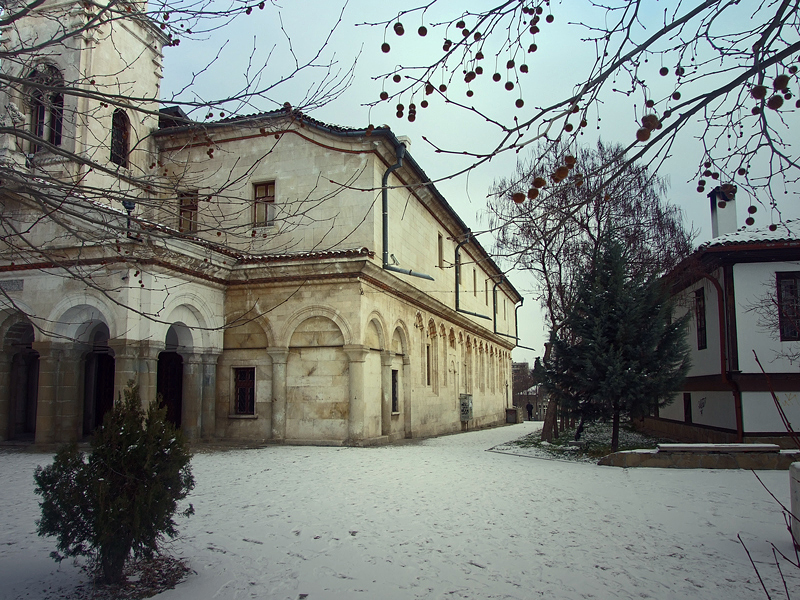
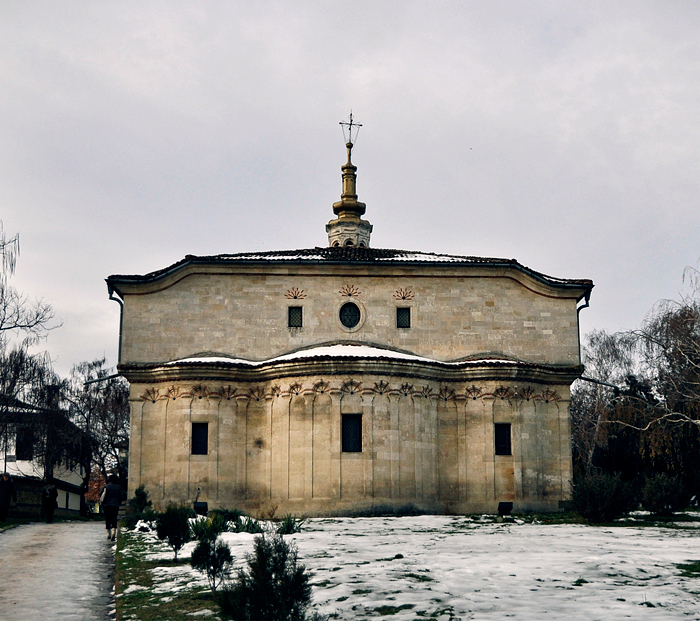
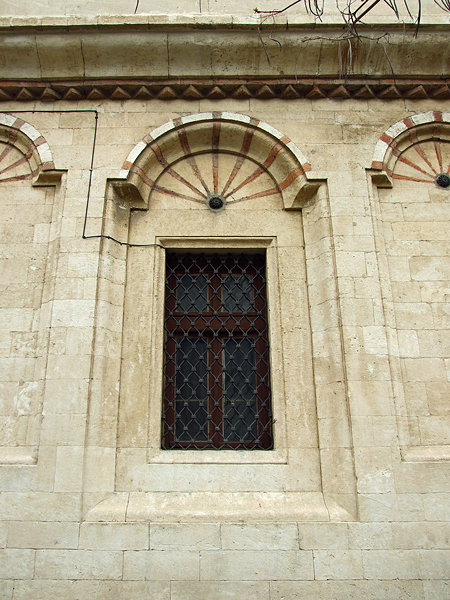